# اچ او تی-۱۷
اچ او تی-۱۷ (به انگلیسی: HOT-17) با فرمول شیمیایی C۱۴H۲۳NO۳S یک ترکیب شیمیایی است. که جرم مولی آن ۲۸۵٫۴ گرم بر مول می‌باشد. 